# 冀守謙
冀守謙（1548年—1627年），字汝光，號西渠，河南衛輝府輝縣人，明朝政治人物。

## 生平
萬曆四年（1576年）丙子科河南乡试第五十四名舉人，萬曆二十六年（1598年）戊戌科進士，初任山东益都县知县，正直不阿。三十年改任國子監助教，次年行取户部山西司主事，三十三年监兑蘇松，三十五年淮安管倉，丁憂歸。三十八年復補本部湖广司主事，歴升员外郎、郎中，三十九年官至真定府知府，所至有能名。

## 家族
父冀国，字定甫，号梅轩，嘉靖十六年舉人，官贵州都匀府知府。子冀应熊，崇禎十五年舉人，官成都府知府。